# Fred McGriff
Frederick Stanley McGriff (31 de octubre de 1963) es un ex primera base estadounidense de béisbol profesional que jugó para seis equipos de las Grandes Ligas desde 1986 hasta 2004 y es miembro del Salón de la Fama del Béisbol.
Fue seleccionado a cuatro Juego de Estrellas, ganó tres Bates de Plata y fue líder en jonrones de ambas ligas en años separados: la Liga Americana en 1989 y la Liga Nacional en 1992. Terminó su carrera con 493 cuadrangulares, empatado con el miembro del Salón de la Fama Lou Gehrig y a solo siete de unirse al club de los 500 jonrones. Ganó una Serie Mundial como primera base de los Bravos de Atlanta en 1995. Actualmente trabaja como asistente especial de operaciones con los Bravos.

## Carrera profesional

### Toronto Blue Jays
McGriff fue seleccionado en la novena ronda del draft de 1981 por los Yankees de Nueva York. En 1982, los Yankees traspasaron a McGriff, Dave Collins y Mike Morgan a los Azulejos de Toronto a cambio de Dale Murray y Tom Dodd, un intercambio considerado como uno de los más discutibles de la historia.
McGriff jugó durante tres temporadas en la Liga Invernal de Béisbol de la República Dominicana, junto a los equipos Azucareros del Este (hoy Toros del Este), Leones del Escogido y Caimanes del Sur (franquicia extinta), entre 1984 y 1987. Ganó un Guante de Oro en esa liga, durante la temporada 1986-87 y fue a la postemporada en una ocasión para la campaña del 1984-85.
En 1987 llegaría su gran oportunidad, al jugar su primera temporada completa en Grandes Ligas, y al año siguiente conectó 34 jonrones, su primera de siete temporadas consecutivas registrando 30 jonrones o más. En 1989 lideró la Liga Americana con 36 jonrones, ayudando a los Azulejos a obtener el título de la División Este.

### San Diego Padres
El 5 de diciembre de 1990, McGriff fue transferido a los Padres de San Diego junto a Tony Fernández a cambio de Roberto Alomar y Joe Carter, dos jugadores que serían fundamentales para los Azulejos en la conquista de las Series Mundiales de 1992 y 1993. Sus números fueron consistentes en la Liga Nacional, bateando .278/.396/.474 para los Padres en 1991. En 1992 hizo su primera aparición en el Juego de Estrellas y lideró la Liga Nacional en jonrones.

### Atlanta Braves
El 18 de julio de 1993, los Padres traspasaron a McGriff a los Bravos de Atlanta a cambio del prospecto Vince Moore, Donnie Elliott y Melvin Nieves. McGriff conectó un jonrón en su primer juego con los Bravos y fue clave en la marca de 51-19 con que los Bravos finalizaron la temporada para ganar el título de la División Oeste de la Liga Nacional por tercera temporada consecutiva. McGriff finalizó con una marca personal de 37 jonrones y en el cuarto lugar de la votación al Jugador Más Valioso de la Liga Nacional para 1993.
En la temporada de 1994, registraba promedio de .318 y 34 jonrones antes del inicio de una huelga en agosto que culminó abruptamente la temporada. Ese año ganó el premio de Jugador Más Valioso del Juego de Estrellas al conectar un jonrón decisivo para el equipo de la Liga Nacional.
En 1995, conectó dos jonrones en la Serie Mundial para ayudar a los Bravos a ganar el título, el único campeonato que ganó. Bateó .295/.365/.494 con 107 carreras impulsadas para participar en la Serie Mundial de 1996.

### Tampa Bay Devil Rays
Al finalizar la temporada 1997, los Bravos permitieron que McGriff fuera reclutado por el equipo de expansión Tampa Bay Devil Rays. En 1998 bateó .278 con 19 jonrones en su primera temporada con los Devil Rays, y en 1999 registró .310 con 32 jonrones.

### Final de carrera
Luego de un sólido año 2000 y un buen inicio en 2001, McGriff anuló su cláusula de transferencia para poder ser traspasado a los Cachorros de Chicago el 27 de julio de 2001, equipo contendiente para ese entonces. Conectó .282 y 12 jonrones en 49 juegos con los Cachorros, sin embargo el equipo no clasificó a postemporada.
McGriff conectó 30 jonrones en una sólida campaña de 2002, lo que le valió un contrato de un año con Los Angeles Dodgers en 2003, con quienes solo registró 12 jonrones y promedio de .249 al pasar un largo período en la lista de lesionados.
En los entrenamientos primaverales de 2004, los Devil Rays firmaron nuevamente a McGriff con la esperanza de permitir que el veterano alcanzara la marca de 500 cuadrangulares. A pesar de ello, McGriff bateó para promedio de .181 y conectó solo dos jonrones en su esporádico juego con el equipo. Finalmente fue liberado el 28 de julio de 2004, a solo siete jonrones de los 500.
Durante los entrenamientos primaverales de 2005, McGriff anunció su retiro como beisbolista profesional al no conseguir ningún contrato con algún equipo. Se retiró con 493 jonrones, y como el único jugador aparte de Gary Sheffield en conectar 30 o más jonrones para cinco equipos diferentes.

## Salón de la Fama
Desde 2010, McGriff fue candidato para la elección al Salón de la Fama del Béisbol. Recibió 21.5% de los votos en su primer año de elegibilidad, lejos del 75% necesario para ser electo. En los siguientes cuatro años, recibió entre el 23.9% y el 11.7%, superando más del 5% para permanecer en la papeletas de votación. Siguió siendo elegible hasta 2019, cuando su tiempo en la boleta expiró después de diez apariciones fallidas. En su votación final, McGriff logró el total de votos más alto de su historia con un 39,8 % (169 votos), aún por debajo del 75 % necesario.
El 4 de diciembre de 2022, se anunció que McGriff fue elegido por unanimidad por el Comité de la Era Contemporánea para el Salón de la Fama del Béisbol.
Durante la conferencia de prensa, al ser incluido en el Salón de la Fama de Cooperstown, McGriff destacó que ir a la República Dominicana a jugar beisbol invernal justo antes y después de su debut en las Mayores con los Azulejos en 1986, es lo mejor que hizo. “Tuve la oportunidad de agotar turnos extras. En esa pelota invernal, toman las cosas bien en serio. Y te enfrentabas a José Rijo, Mario (Melvin) Soto, grandes lanzadores" comentó el exjugador. Incluso en el mismo discurso motivó a los jugadores que están iniciando sus carreras a ir a jugar a dicha liga.